# Earth Strike
Als Earth Strike (deutsch: Streik für die Erde) wurden Großdemonstrationen bezeichnet, die im Rahmen der Fridays-for-Future-Bewegung am 27. September 2019 weltweit stattfanden. Es handelte sich um eine Graswurzelbewegung, um schnell Maßnahmen gegen die Klimakatastrophe einzuleiten. An mehreren tausend Manifestationen nahmen Millionen Menschen teil, sie bildeten das Finale der internationalen Klimaschutzwoche Week for Future.
Unterstützt wird das Projekt von prominenten Vertretern der Zivilgesellschaft, darunter Greta Thunberg, Noam Chomsky, Naomi Klein, David Graeber und Natalie Wynn, und zahlreichen Umweltschutzorganisationen. Zum ersten Mal in der Geschichte der Menschheit fanden Demonstrationen zu ein und demselben Anliegen zeitgleich auf allen Kontinenten statt.

## Internationale Forderungen

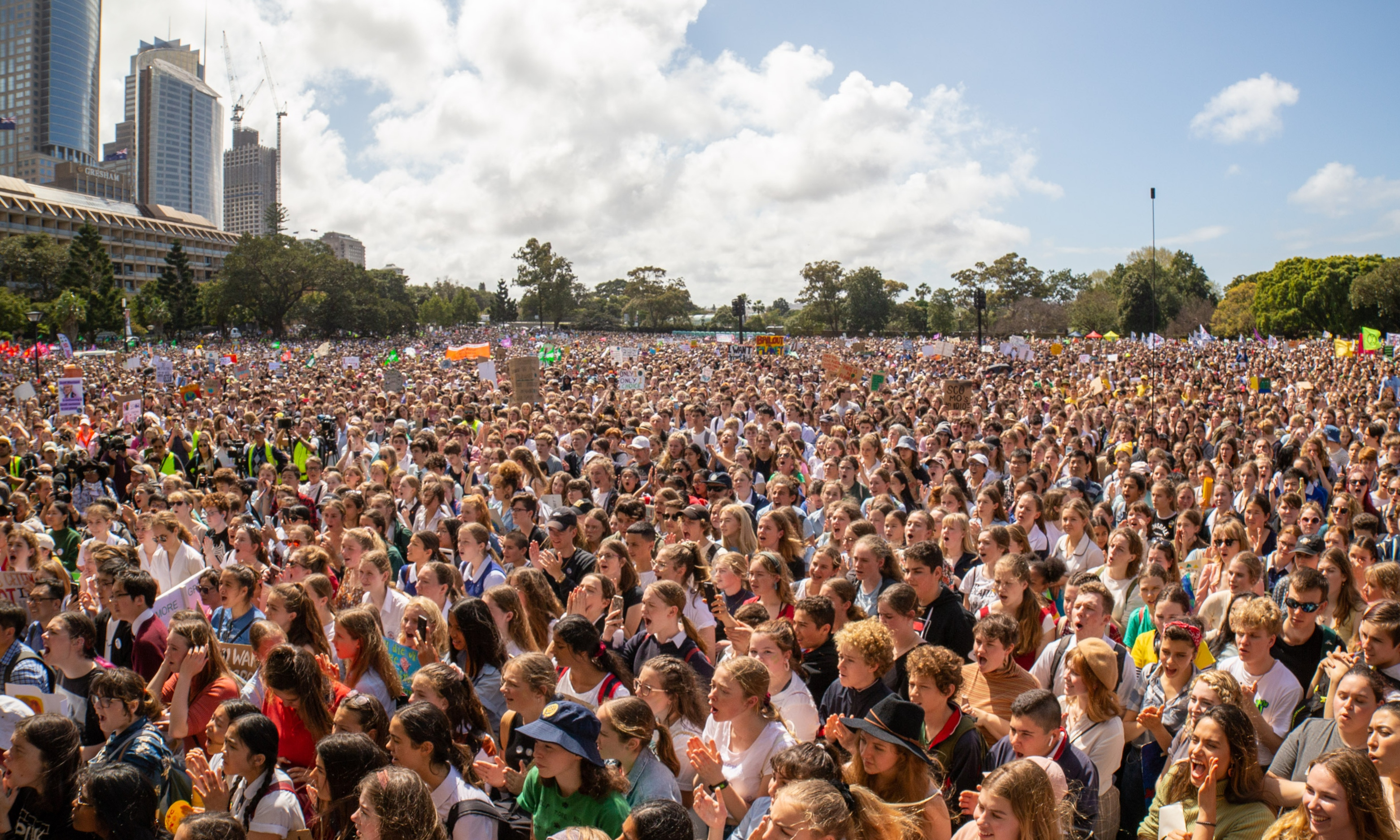
Auftakt der Streikwoche in Sydney

Die Internationale Earth-Strike-Bewegung hat folgende Forderungen formuliert:
- Sofortiger Beginn der globalen Zusammenarbeit der Weltmarktführer und der Unternehmen, um die Schäden für das Erdklima laut IPCC-Prognosen durch eindeutige und verbindliche Vereinbarungen umzukehren, insbesondere
  - Halbierung der Nettoemissionen von Kohlenstoffdioxid bis 2030
  - Senkung auf Null der Nettoemissionen bis 2050
- Internationale, eindeutige und verbindliche Verpflichtungen zur Eindämmung der Zerstörung von Regenwäldern und anderen naturbelassenen Lebensräumen.
- Internationale, eindeutige und verbindliche Vereinbarungen, mit denen Unternehmen für die von ihnen erzeugten Treibhausgase zur Verantwortung gezogen werden sollen.[1]

## Veranstalter
Auszug der wichtigsten Veranstalter der Streikwoche:
| - 350.org - Action for Sustainable Development (A4SD) - Amnesty International - Avaaz - Campaign against Climate Change - Change.org - Extinction Rebellion |  | - Fridays for Future - Friends of the Earth - Global Forest Coalition - Health of Mother Earth Foundation (HOMEF) - Greenpeace International - Oxfam - Our Kids’ Climate |  | - Open.net - UK Student Climate Network - World Wide Fund For Nature (WWF) |

## Orte

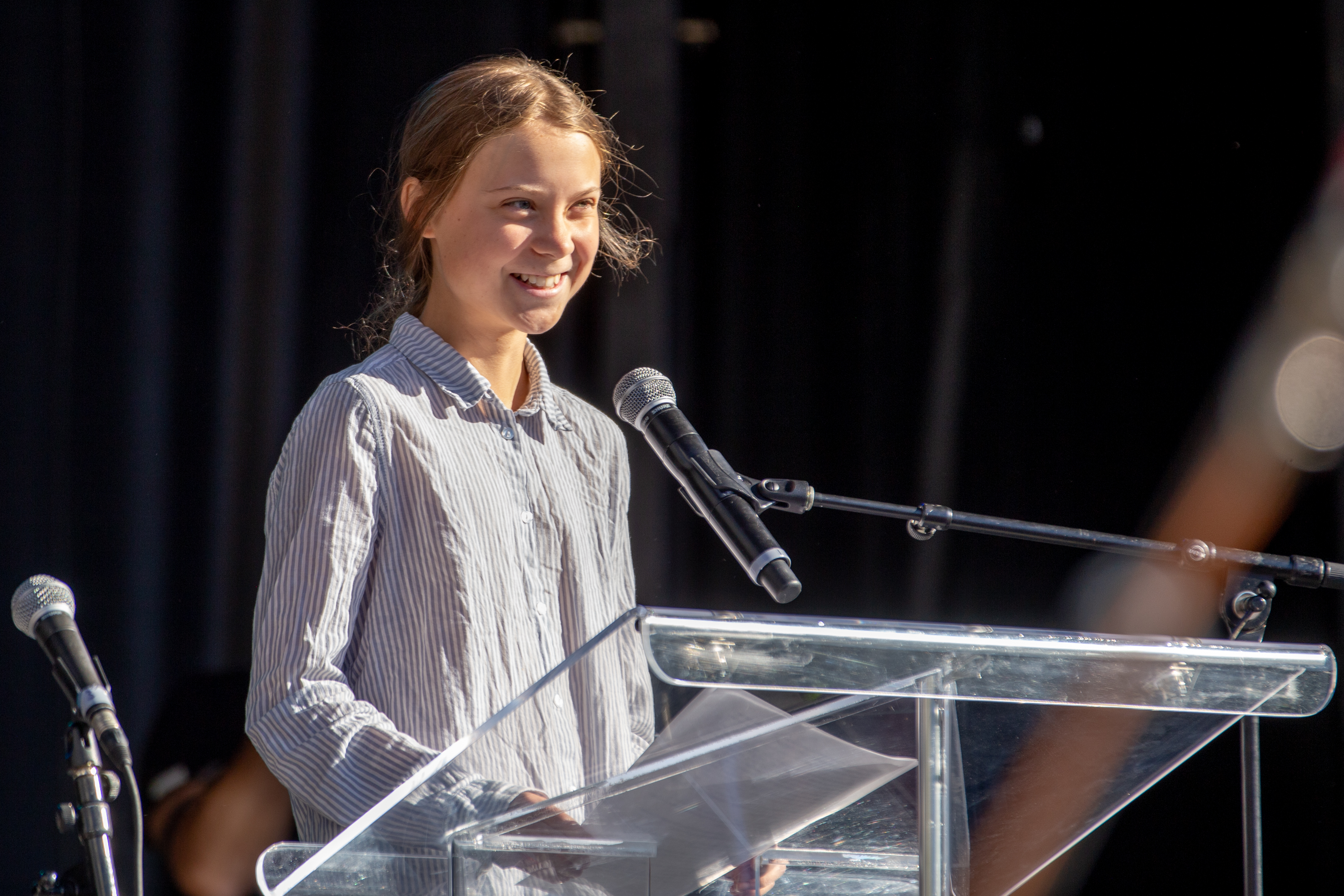
Greta Thunberg in Montréal

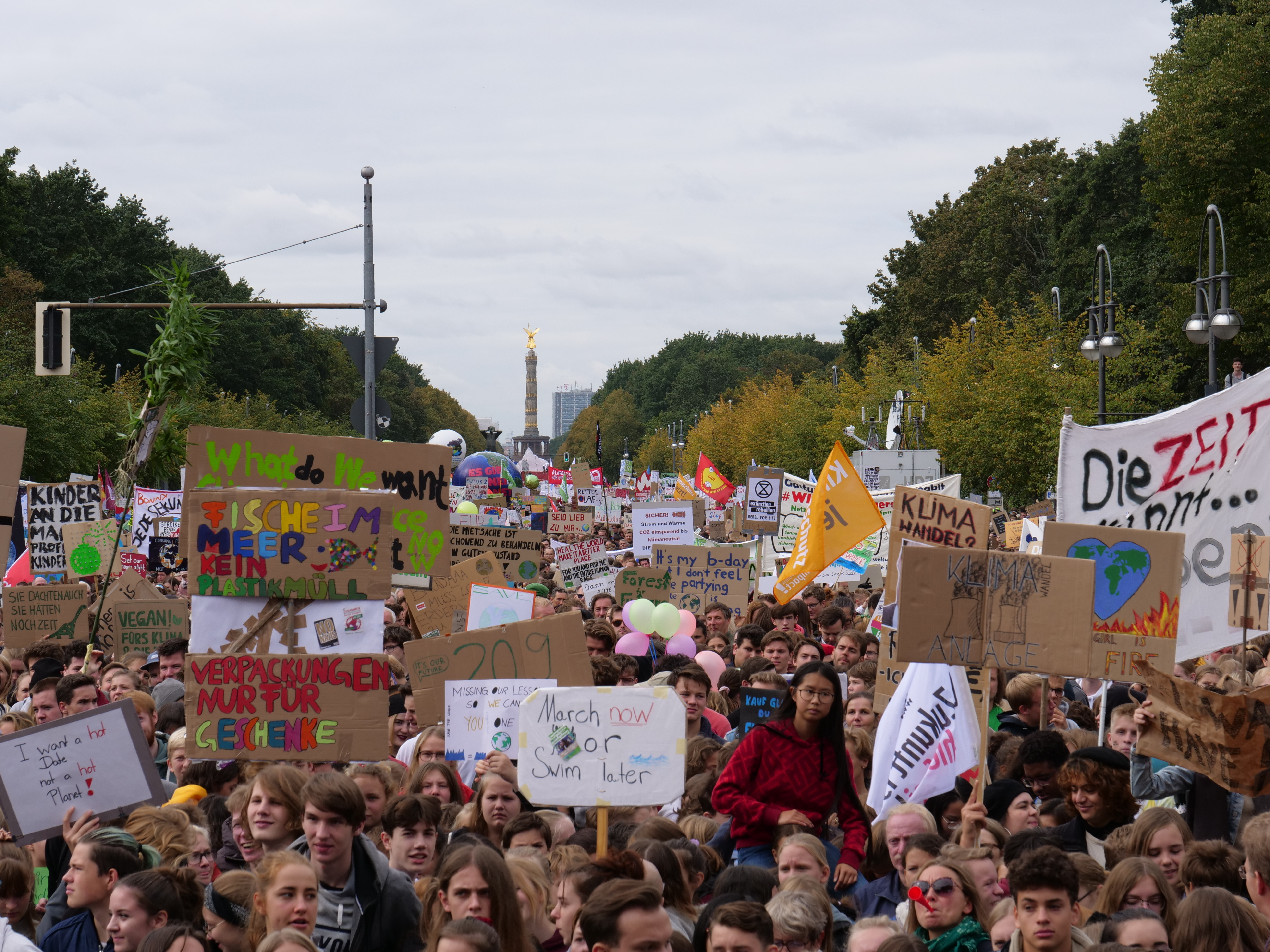
Demonstration in Berlin

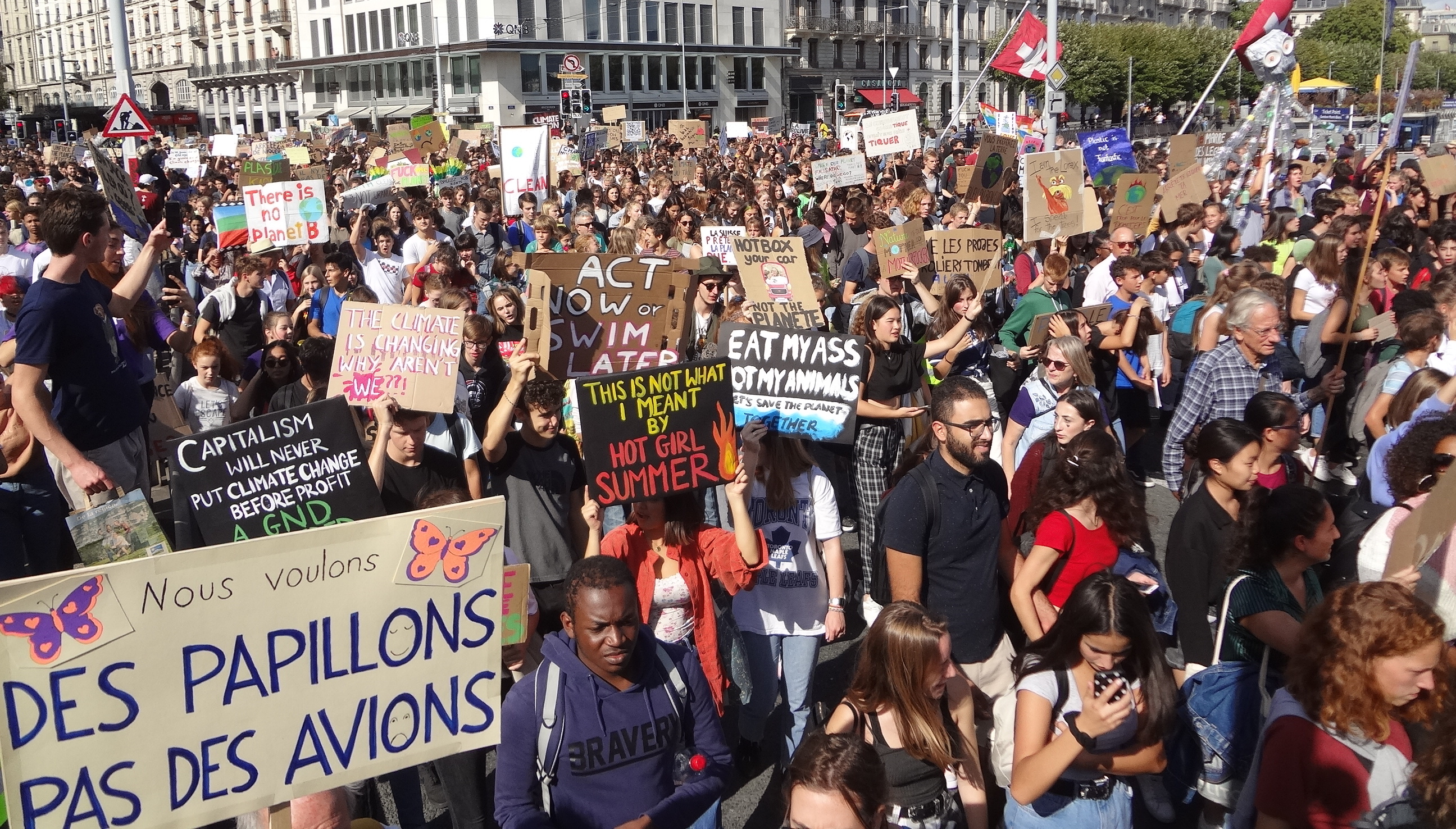
Demonstration in Genf

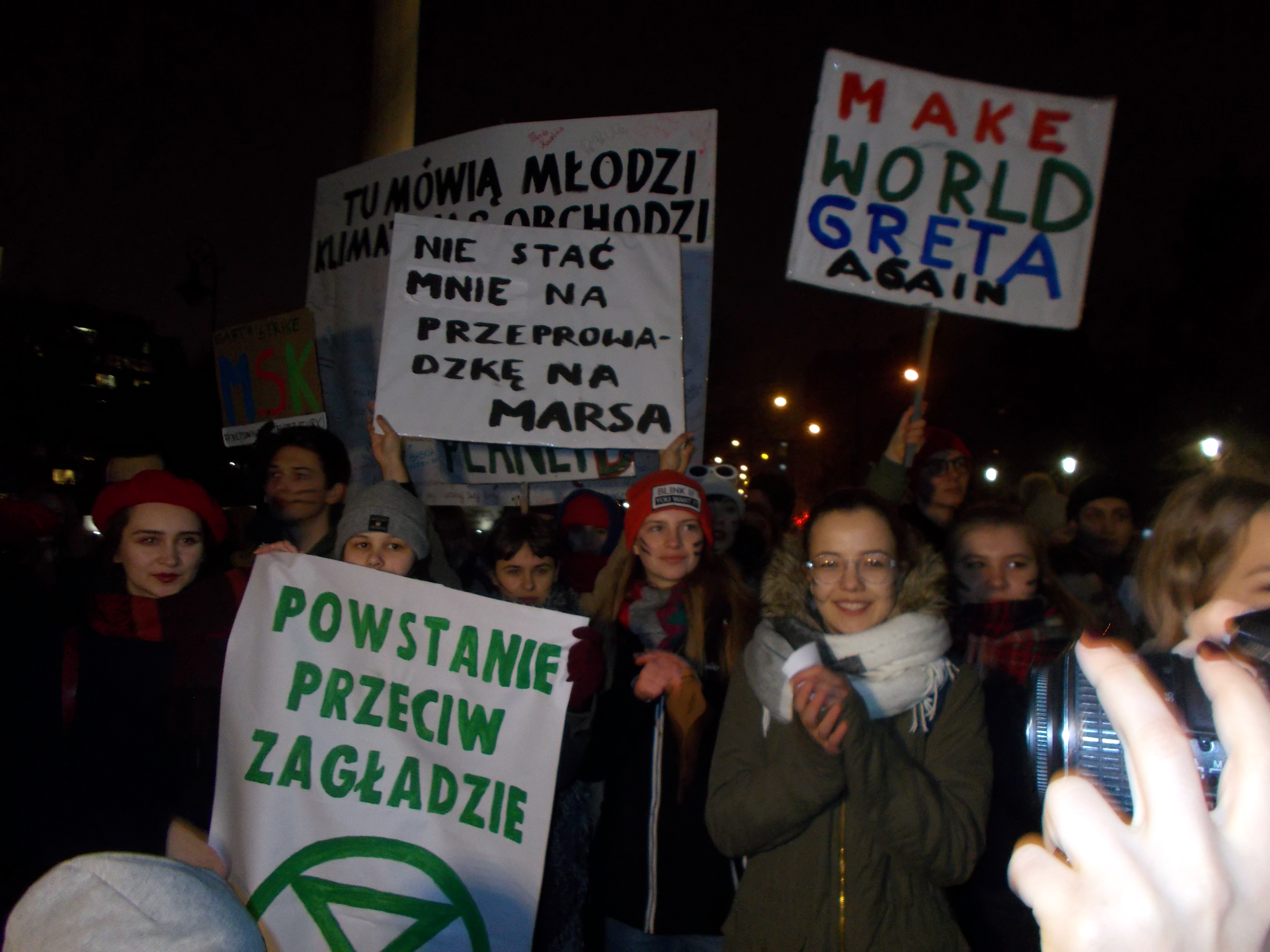
Kundgebung in Warschau

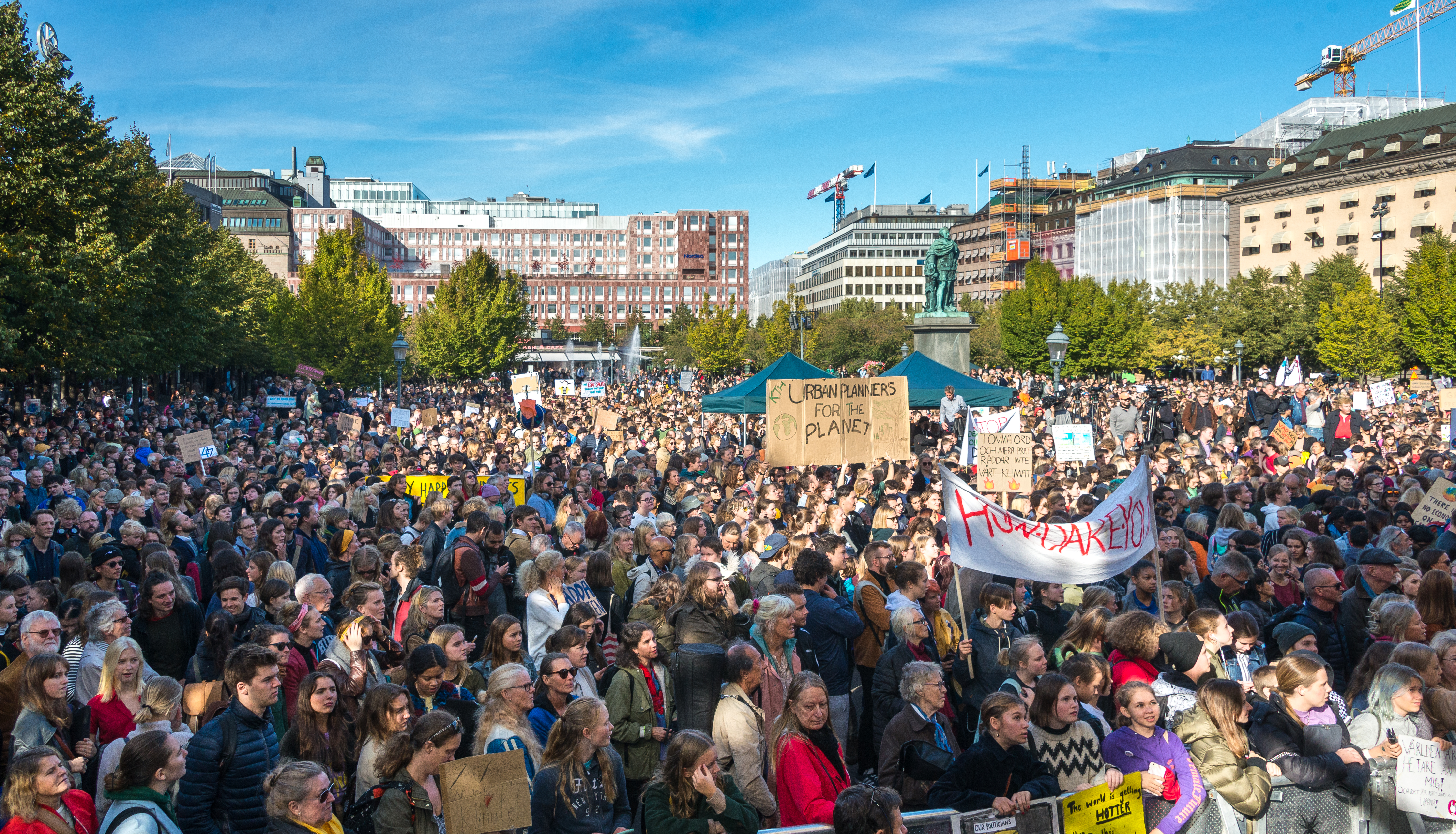
50.000 in Stockholm

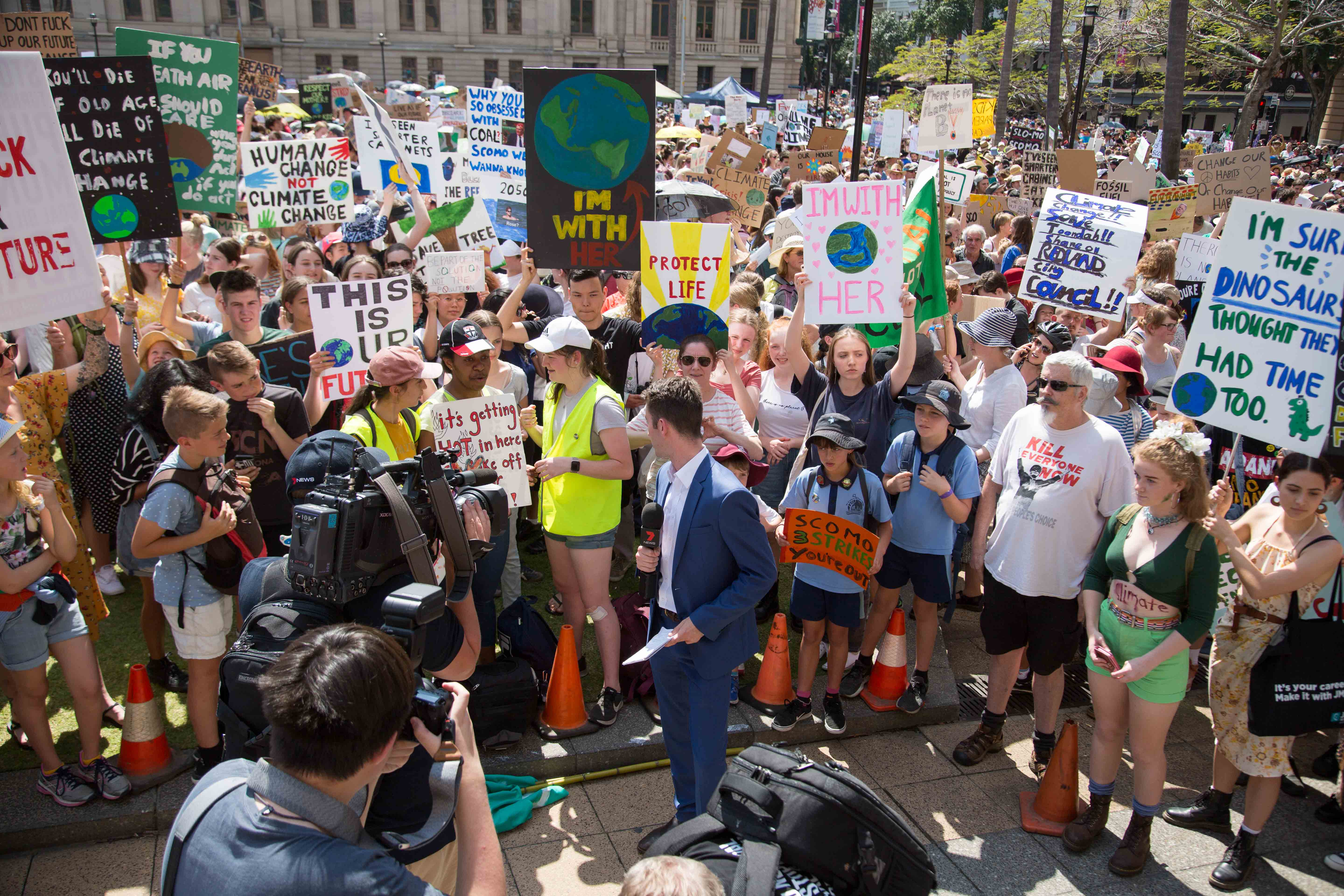
Demonstration in Queensland

Bereits am 20. September 2019 fanden Aktionen in mehr als 150 Ländern statt, unter anderem in Australien, Frankreich, Großbritannien, Indien, Kenia, Pakistan und Thailand. Insgesamt fanden im Rahmen der Streikwoche 6.383 Aktionen in 170 Ländern statt. Dies berichtete die Klimaaktivistin Greta Thunberg, auf der Abschlusskundgebung in Montréal, an der eine halbe Million Menschen teilnahm. „Wenn die Leute an der Macht ihre Verantwortung nicht übernehmen, werden wir das tun“, kündigte Thunberg an.

### In deutschsprachigen Ländern
1,4 Millionen Menschen demonstrierten bereits am 20. September 2019 in allen deutschen Großstädten zum Auftakt der Streikwoche. Die größten Versammlungen fanden in Berlin und Hamburg statt mit 270.000 bzw. 100.000 Teilnehmern (laut Angaben der Veranstalter), gefolgt von Freiburg i. B., München, Bremen, Hannover, Münster und Stuttgart, Dresden, Kiel, Dortmund und Frankfurt/Main, Darmstadt, Essen und Nürnberg.
Laut Behördenangaben nahmen österreichweit 65.000 Menschen an den Demonstrationen teil, die Organisatoren sprechen von 150.000. Im Burgenland und in Vorarlberg wurden die Demonstrationen zu schulbezogenen Veranstaltung erklärt, somit entfielen Sanktionen im Fall der Teilnahme. Bei der Großkundgebung am Wiener Heldenplatz am 27. September 2019 nahmen mindestens 30.000 Menschen teil. Weitere Demonstrationen fanden in allen Landeshauptstädten (ausgenommen St. Pölten) statt sowie in Oberschützen.
Die Schweiz meldete Kundgebungen in Aarau, Baden, Biel, Frauenfeld, Freiburg, Genf, Glarus, Jura, Lausanne, Neuenburg, Rapperswil, Schaffhausen, Winterthur, Zug und Zürich. An der nationalen Klimademo in Bern am 28. September 2019 nahmen 60.000 bis 100.000 Menschen (laut Angaben der Veranstalter) teil.

### In weiteren Ländern Europas
In Italien wurden eine Million Menschen bei den Kundgebungen gezählt. In Mailand und Rom nahmen jeweils zwischen 150.000 und 200.000 teil, überwiegend Schüler.
In Spanien wurde in Froxán und Madrid demonstriert.
In der schwedischen Hauptstadt Stockholm versammelten sich 50.000 bis 60.000 Demonstranten.

### Nord- und Südamerika
Chile ist Gastgeber der nächsten UN-Klimakonferenz im Dezember 2019. Rund 20.000 Demonstranten zogen durch die Hauptstadt Santiago de Chile und schwenkten Transparente wie „Die Zukunft ist jetzt“.
In der argentinischen Hauptstadt Buenos Aires und in weiteren Städten des Landes fanden ebenfalls Kundgebungen statt.

### Asien
Tibetische Schüler protestierten in ihrem indischen Exil in Dharmsala.
Auch in Bangladesch, gefährdet durch den Meeresspiegelanstieg, gab es Kundgebungen.
Keine Demonstrationen gab es in Peking und Shanghai.

### Afrika
- Angola: 50.000 Kinder und Jugendliche auf einer Demonstration in Luanda
- Burundi: In Bujumbura reinigten Aktivisten die Strände des Tanganjikasees
- Elfenbeinküste: Die Proteste in San-Pédro richteten sich vor allem gegen ein geplantes Kohlekraftwerk.
- Demokratische Republik Kongo: folgt
- Kenia: Auch hier richteten sich die Demonstrationen vor allem gegen Kohleeinsatz für die Stromgewinnung.
- Marokko: Jugendproteste fanden statt in Casablanca, Demnate, Fès, Marrakesch und in der Hauptstadt Rabat, unterstützt von einer Lehrervereinigung und von Greenpeace.
- Nigeria: Mehrere Demonstrationen, wobei der Zulauf in Lagos niedrig war, in Abuja hingegen mit mehr als hundert Teilnehmern.
- Senegal: Geschätzt zweihundert Studierende versammelten sich in Dakar.
- Südafrika: Insgesamt 18 Kundgebungen mit rund 5.000 Teilnehmern, so die Schätzung der Organisatoren. Einige der Kundgebungen wurden von der African Climate Alliance organisiert.
- Tansania: In der Hauptstadt Daressalam formierte sich ein Protestzug, angeführt von einer lokalen Musikkapelle.
- Tunesien: Schüler und Studenten demonstrierten gegen die Klimapolitik der Regierung.
- Uganda: In Kampala protestierte Hunderte von Schülern, angeführt von Leah Namurgewa, einer 15-jährigen Klimaaktivistin.

### Australien, Ozeanien, Antarktis
Die Streikwoche begann am 20. September 2019 mit Großdemonstrationen in ganz Australien. Auf mehr als hundert Kundgebungen wurden von den Veranstaltern mehr als 300.000 Teilnehmer gezählt. Viele Unternehmen gaben ihren Mitarbeitern frei. Die Zahlen im Einzelnen: 100.000 in Melbourne, 80.000 auf dem Domain-Gelände in Sydney, 22.000 in Hobart, 20.000 in Brisbane, 15.000 in Canberra, 10.000 in Perth und 8.000 in Adelaide. Die Regierung wurde aufgefordert, keine neuen Projekte für fossile Brennstoffe zu starten und „einen gerechten Übergang und die Schaffung von Arbeitsplätzen für alle Arbeiter und Gemeinden der fossilen Brennstoffindustrie“ zu finanzieren. Am Strand von Bondi wurden Zigarettenstummel und Plastikteile eingesammelt.
In Neuseeland gingen 400.000 der fünf Millionen Neuseeländer auf die Straßen, nahezu jeder Zwölfte.
Auch in der Antarktis wurde demonstriert. Einige Forscher schlossen sich den Forderungen für rasches Handeln an.